# Jacek Gmoch
Jacek Gmoch (* 13. ledna 1939, Pruszków) je bývalý polský fotbalista, záložník. Po skončení aktivní kariéry působil jako trenér. Byl trenérem polské reprezentace na Mistrovství světa ve fotbale 1978.

## Fotbalová kariéra
Začínal v týmu Znicz Pruszków. V polské nejvyšší soutěži hrál za Legii Warszawa, se kterou získal v roce 1969 mistrovský titul a v letech 1964 a 1966 polský pohár. V Poháru mistrů evropských zemí nastoupil v 1 utkání a v Poháru vítězů pohárů nastoupil v 9 utkáních a dal 2 góly. Za reprezentaci Polska nastoupil v letech 1962-1968 ve 29 utkáních.

## Ligová bilance
| Ročník                | Zápasy | Góly | Klub           |
| --------------------- | ------ | ---- | -------------- |
| Ekstraklasa 1960      | 4      | 0    | Legia Warszawa |
| Ekstraklasa 1961      | 22     | 0    | Legia Warszawa |
| Ekstraklasa 1962      | 12     | 0    | Legia Warszawa |
| Ekstraklasa 1962/63   | 24     | 1    | Legia Warszawa |
| Ekstraklasa 1963/64   | 26     | 1    | Legia Warszawa |
| Ekstraklasa 1964/65   | 26     | 6    | Legia Warszawa |
| Ekstraklasa 1965/66   | 24     | 0    | Legia Warszawa |
| Ekstraklasa 1966/67   | 24     | 1    | Legia Warszawa |
| Ekstraklasa 1967/68   | 26     | 0    | Legia Warszawa |
| Ekstraklasa 1968/69   | 2      | 0    | Legia Warszawa |
| CELKEM 1. polská liga | 190    | 9    |                |

## Trenérská kariéra
Kromě polské reprezentace trénoval týmy Skeid Fotball, PAS Giannina, AE Larisa 1964, Panathinaikos Athény, AEK Athény, Olympiakos Pireus, APOEL FC, Athinaikos, Ethnikos Pireus, Ionikos Nikea, PS Kalamata a Panionios GSS.